# Ordinul Republicii Trinidad și Tobago
Ordinul Republicii Trinidad și Tobago este cea mai înaltă distincție a Republicii Trinidad și Tobago. Înființată în 2008, a înlocuit Trinity Cross ca decorațiune pentru servicii distincte și excepționale pentru țară.